# بوبكر جضاهيم
بوبكر جضاهيم (1936 - 26 يوليو 2021) الرئيس السابق لفريق الوداد الرياضي والرعيل الأول من رجال الأمن بالمغرب.

## سيرته
ولد بوبكر جضاهيم سنة 1936 بمدينة الدار البيضاء بالمغرب.
تولى رئاسة المكتب المسير للوداد، في منتصف تسعينيات القرن الماضي وتحديدا بين سنتي 1993 و1996، كما كان عضوا في المكتب المسير للجامعة الملكية المغربية لكرة القدم في فترات مختلفة.
ويعد بوبكر جضاهيم من كبار المسيريين الرياضيين المغاربة الذين قدموا خدمات جليلة لكرة القدم الوطنية خلال فترة الحماية و بعد الاستقلال، حيث تميز بحبه الشديد للوداد.
التحق بصفوف المديرية العامة للأمن الوطني سنة 1958 مباشرة بعد عودته من القاهرة حيث أنهى دراسته الجامعية، وعين من طرف محمد الغزاوي مدير الأمن الوطني آنذاك كعميد شرطة رهن إشارة حزب الاستقلال بطلب من الزعيم التاريخي للحزب علال الفاسي..

### مسير رياضي و سياسي
يعتقد معظم البيضاويين أن اسم بوبكر جضاهيم يقترن فقط بعالم كرة القدم، باعتباره رئيسا سابقا للوداد الرياضي وأحد قيادييه القدامى، لكن الرجل يحمل أكثر من قبعة، فهو السياسي الذي خبر تضاريس الأحزاب حين نشأ في أسرة استقلالية كان معيلها أمينا لمالية الحزب، وهو رئيس جمعية أبناء الشهداء وأسر المقاومين، وأول رئيس لمركز الشرطة الرهيب «الساتيام» بعد استقلال المغرب، قبل أن يتقلد مناصب أمنية أخرى جعلت منه شاهدا على عصره في كثير من الأحداث، أبرزها واقعة انفجار فندق أطلس أسني بمراكش التي تعتبر أول عمل إرهابي يهز المملكة.
كان  حريصا على طراوة ذاكرته التي تختزن الكثير من الأحداث، ومصرا على اقتسام ما فيها من وقائع مع الأجيال الحالية لفريق الوداد الرياضي ومع وسائل الإعلام المغربية.
في 26 يوليوز 2021 توفي بوبكر جضاهيم داخل منزله بالدار البيضاء تاركا إرثا رياضيا وتاريخيا مهما باعتباره أحد الوجوه التي طبعت تاريخ فريق الوداد الرياضي.